# Greeting to America Waltz
Greeting to America ist ein Walzer, der Johann Strauss Sohn zugeschrieben wird. Datum und Ort der Uraufführung sind nicht bekannt.